# Kostrbatec tříkoutý
Kostrbatec tříkoutý (Rhytidiadelphus triquetrus (Hedw.), Hylocomium tripuerum (Br.eur.) je rostlina z oddělení mechů, z řádu rokytotvaré. Tvoří vesele zelené až nažloutlé, někdy hnědavé, polštářovité porosty, mající typický kostrbatý vzhled. Podle zprávy Seznam a červený seznam mechorostů České republiky (2005) patří mezi neohrožené taxony (kategorie LC (Least concern)).

## Popis
Kostrbatec tříkoutý je statný mech dorůstající až 15 cm. Jeho lodyhy jsou přímé nebo polehavé, dělené, větvené. Větévky jsou krátké, tupé až hlavičkovité, někdy prodloužené a ztenčené. Lístky jsou velice zúžené, srdčitá naoranžovělá báze přechází v kopinaté zašpičatění, rýhované, nahoře ostře pilovité, všestranně kostrbatě odstáté. Buňky lístků jsou na hřbetě zoubkatě drsné, na křídlech jen slabě odlišné, žebro je slabé, dvojité a až po prostředek vybíhavé. Kostrbatost listu je nápadná zvláště v suchém stavu.

## Výskyt
Roste v lesích, na travnatých místech, na lukách, od nížin do hor. Obtočnový druh, evropský ubikvist.

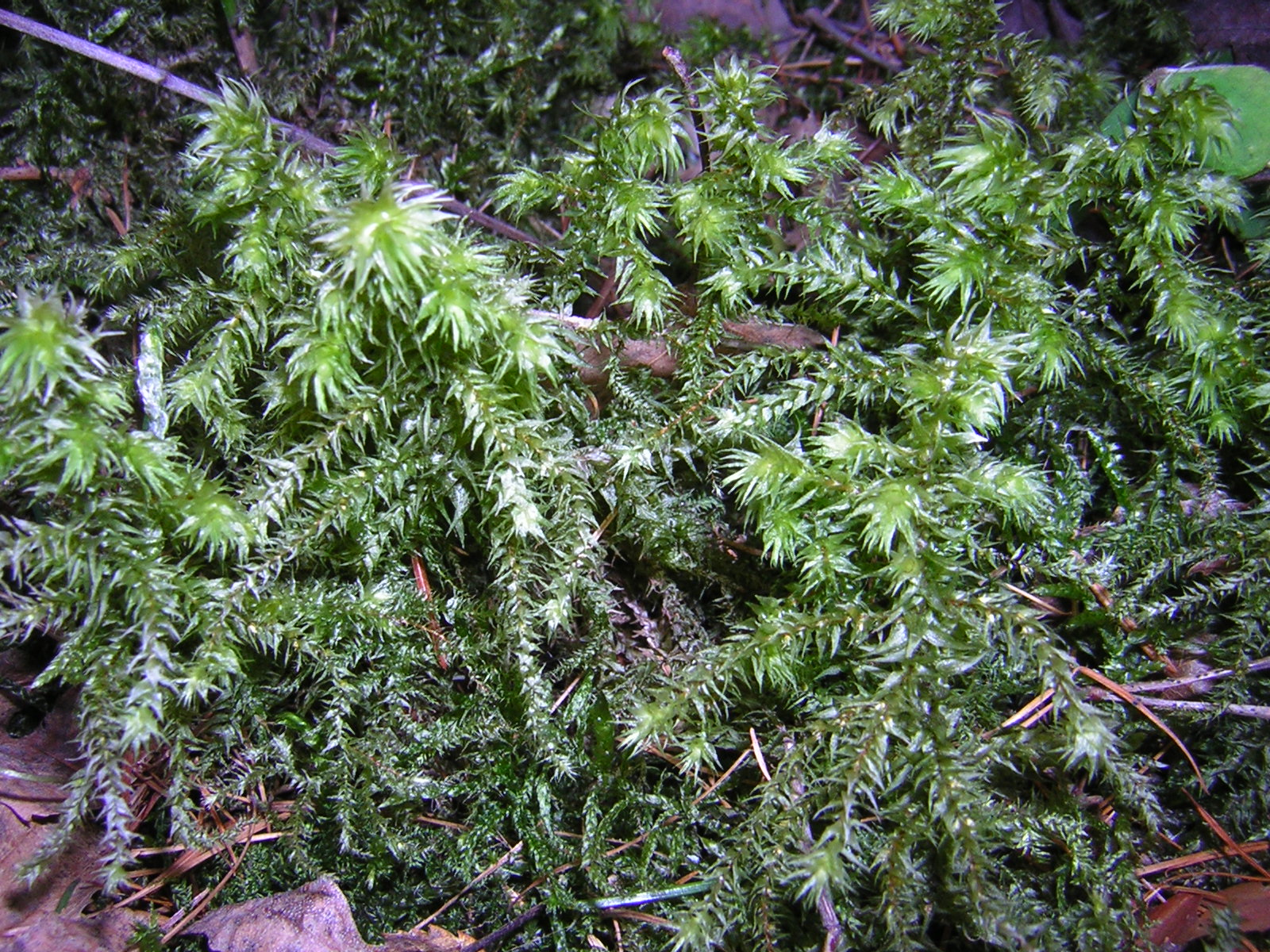
Kostrbatec tříkoutý
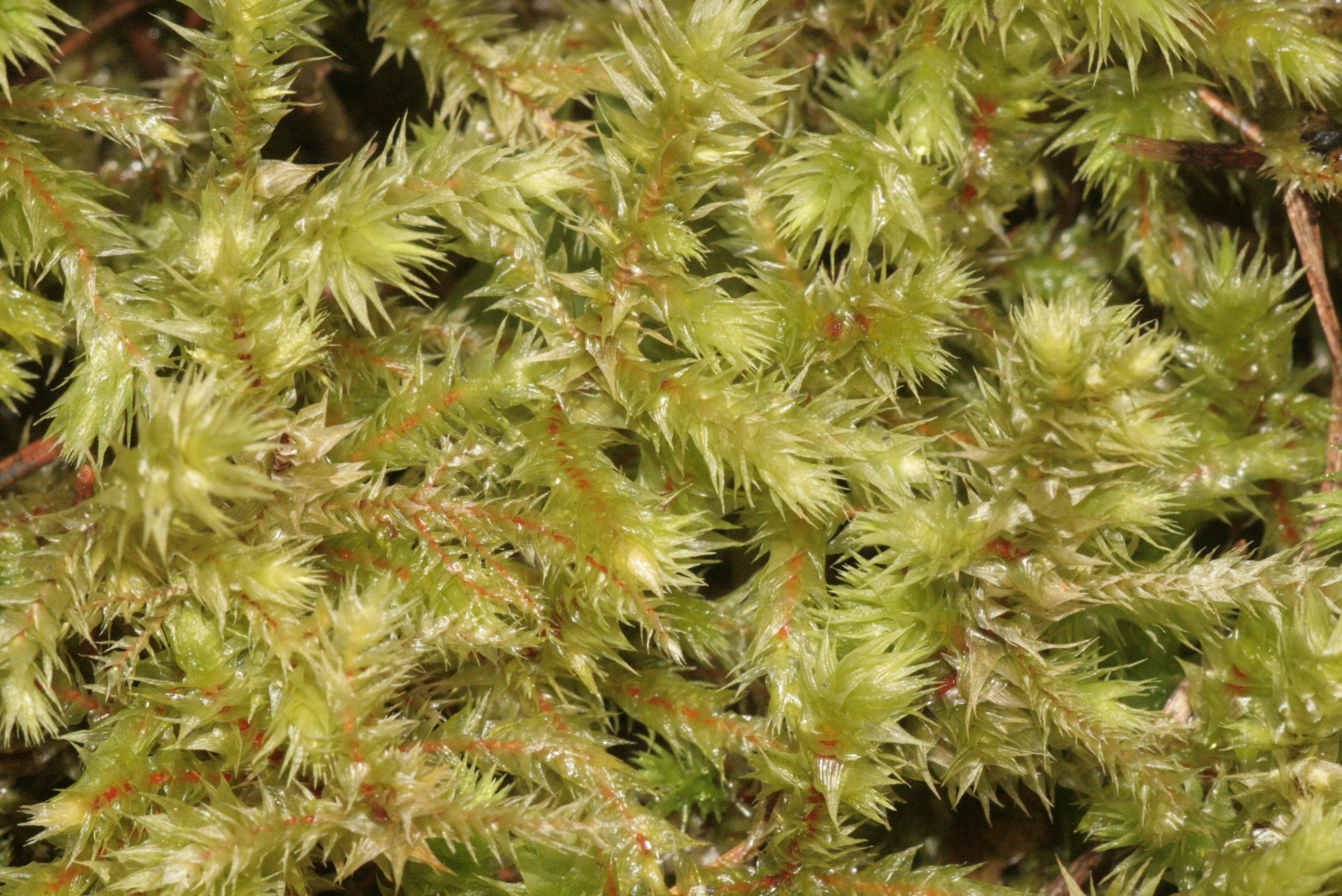
Kostrbatec tříkoutý